# Калыша (Большеигнатовский район)
Калыша — посёлок в Большеигнатовском районе Мордовии. Входит в состав Протасовского сельского поселения.

## История
Основан в 1931 году..

## Население
| 2002 | 2010 |
| ---- | ---- |
| 93   | ↘84  |

Национальный состав
Согласно результатам Всероссийской переписи населения 2002 года, в национальной структуре населения русские составляли 51 %, мордва-эрзя - 44%.